# Cornelis Marius Viruly
Cornelis Marius Viruly (Vuren, 11 november 1875 - Amsterdam 23 september 1938) was een Nederlands schutter die voor Nederland deelnam aan de Olympische Spelen van 1908.
Op die Spelen werd hij als lid van een Nederlands schuttersteam vierde op het onderdeel team trap. In de individuele trap competitie werd hij veertiende.